# Регионални систем сигурности
Регинални Систем Сигурности (енгл. Regional Security System) је међународни споразум о одбрани и сигурности регије источних Кариба. Регионални систем сигурности је оформљен 1982. године да би се супроставио опасностима које нарушавају стабилност региона у касним 1970-им и почетком 1980-их година. 29. октобра четири државе Антигва и Барбуда, Доминика, Света Луција и Сент Винсент и Гренадини су потписале меморандум о размјевању са Барбадосом да пружају "међусобну помоћ на захтјев". Потписнице су се обавезале да планирају и помажу једне другима на захтјев у случају великих опасности, спрећавању шверца, потрагама и спашавању, контролу имиграната, заштиту риболоваца, обавезе обалске страже, контролу загађења, националних и осталих катастрофа по националну сигурност. Сент Китс и Невис се придружио када су постали независни 1983. године, а Гренада после двије године након инвазије САД на Гренаду. Меморандум је дорађен 1992. године и добио је правни статус 5. марта 1996. године и потписан је у Сент Џорџизу у Гренади.
Регинални Систем Сигурности је настао као инструмент САД да се боре против ширења комунизма у регији Кариба. Од 2001. године РСС сарађује и са Карипском заједницом у пречавању ширења криминала.
у јуну 2010. године САД и чланице РСС наставиле су спроводити план сарадње који је потписан још у клинтоновој ери. Као договор САД ће помоћи у раду обалску стражу у источним Карибима. Обалска стража САД ће проширити своје дјеловање и на дијелове које обухвата РСС.
Исто тако, Канада се укључила у сарадњу са земљама РСС у борби против централноамеричких криминалних банди.

## Тренутне државе чланице
Тренутне чланице су:
- Антигва и Барбуда (од 1982)
- Барбадос (од 1982)
- Доминика (од 1982)
- Гренада (од 1985)
- Сент Китс и Невис (од 1983)
- Света Луција (од 1982)
- Сент Винсент и Гренадини (од 1982)

## Досадашње активности
| Датум | РСС Име акције              | Држава                      | Разлог |
| ----- | --------------------------- | --------------------------- | --- |
| 1983. | Инвазија САД на Гренаду     | Гренада                     | Одржавање владе у Гренади |
| 1989. | Ураган Хуго                 | Антигва, Сент Китс и Невис  | Помоћ у посљедицама урагана Хуго                                                                                                   |
| 1990. | Државни удар                | Тринидад и Тобаго           | Посљедице државног удара у Тринидаду и Тобагу                                                                                      |
| 1994. | Унутрашња безбједност       | Сент Китс и Невис           | Затворска побуна |
| 1995. | Ураган Луис и ураган Марлин | Антигва и Сент Китс и Невис | Помоћ у посљедицама урагана Луис и Марлин                                                                                          |
| 1998. | Ураган Џорџ                 | Сент Китс и Невис           | Помоћ у посљедицама у урагану Џорџ                                                                                                 |
| 1998. | Weedeater                   | Сент Винсент и Гренадини    | Искорењивање канабиса |
| 2003. | Bordelais                   | Света Луција                | Пребацивање затвореника у нови затвор                                                                                              |
| 2004. | Ураган Иван                 | Гренада                     | Помоћ у посљедицама урагана Иван                                                                                                   |
| 2006. | Затвор Глендери             | Барбадос                    | Затворска побуна |
| 2009. | Операција VINCYPAC          | Сент Винсент и Гренадини    | Искорењивање канабиса |
| 2010. | Хаити                       | Хаити                       | Помоћ у посљедицама земљотреса у Хаитиу 2010. године                                                                               |
| 2017. | Доминика                    | Ураган Марија               | Помоћ у посљедицама урагана Марија 2017. године. РСС је имала функцију оржавања мира и реда у пљаћкању пљачке и уништавања својине |

РСС како се често назива је стациониран у Барбадосу на аеродрому Grantley Adams. Служи као систем одбране Карипског мора у шверцу дроге, заштите суверености држава у Карибима, подршку владама Карибских држава и обично први одговарају после природних катастрофа као урагани, поплаве и земљотреси.